# 蓉城镇
蓉城镇，是中华人民共和国安徽省池州市青阳县下辖的一个乡镇级行政单位，是青阳县人民政府所在地。镇内一部分为青阳县开发区辖区。

## 名称
“蓉城”与四川成都的“蓉城”名称无关，乃是出自李白的《望九华赠青阳韦仲堪》：
|  | 昔在九江上，遥望九华峰。 天河挂绿水，秀出九芙蓉。 我欲一挥手，谁人可相从。 君为东道主，于此卧云松。 |

## 行政区划
蓉城镇下辖以下地区：
蓉城社区、双河社区、富阳社区、九华社区、龙子口社区、龙山社区、百花村、牌楼村、光华村、杨冲村、五溪村、云山村、清泉岭村、城西村、分姚村、合心村、建兴村、蓉东村、和平村、双溪村、光明村、新中村、五星村和青山村。

### 历史沿革
唐朝天宝元年（公元742年）设立青阳县，蓉城镇即为县治所在地。1945年9月，中华民国政府设立临城乡，属蓉城区公所。1949年4月22日，中国人民解放军占领青阳县城，临城乡建制不变。1952年，改临城乡为蓉城镇，隶属城关区公所。1956年，蓉城镇改为县直辖。1956年，青陽縣廢除所有區公所。1958年9月，青阳县建立人民公社体制，从蓉城镇析出城关公社。1963年，蓉城镇撤销，并入城关公社。1965年9月，城关公社撤销，设立青阳县城关镇和城郊公社。1972年3月，城郊公社撤销，以青通河为界设立城西公社和城东公社。1982年2月，城关镇更名为蓉城镇。此时的蓉城镇下辖4居委会、4大队：
蓉城居委会、高阳居委会、富阳居委会、九华居委会、城东大队、城西大队、城北大队、蓉城镇蔬菜大队。
1984年3月，青阳县废人民公社体制，境内所有公社一律改为乡，所辖大队一律改为村。故城西公社和城东公社都改制为城东乡、城西乡。1986年1月，撤销城西乡，并入蓉城镇。此时的蓉城镇下辖4居委会、14行政村。1986年7月，蓉城镇升格为副县级镇。1995年，该镇所辖4个居委会改为7个居委会。2001年8月17日，撤销城东乡，并入蓉城镇；镇政府由金龟广场北侧乌龟坟迁往陵阳路杨家山嘴（原城东乡人民政府驻地）。是年底，7个居委会改制为6个社区。2005年12月28日，安徽省人民政府同意撤销五溪镇，并入蓉城镇，2006年3月正式实施。

## 地理
蓉城镇位于青阳县中部偏西。东连新河镇，南部与杨田镇、朱备镇接壤，西邻庙前镇和贵池区墩上街道，北部与贵池区墩上街道相邻。以丘陵为主，平均海拔26米。青通河贯穿全境，至大通镇入江。全镇耕地总面积2295.7公顷，其中旱地180公顷，其余全是水田。蓉城镇辖区内矿产主要为白云石、方解石、硫酸铜、钼、钨、铅、锌。盛产水稻、苎麻，蓉城苎麻是池州特产之一，1957年曾被农业部列为全国苎麻展览样品。2005年，森林覆盖率39%。

## 基础设施建设
蓉城镇交通发达，是皖南地区的交通枢纽之一， 318国道、 330国道（原 合铜黄公路）、 横埠-池州机场-九华山公路、 青阳-陵阳公路和 京台高速贯穿全镇，已动工的 宣东高速和 宁枞高速从西南方向环绕本镇。正在动工建设的池黄高铁及合池城际铁路九华山站位于城南牌坊村芙蓉湖公园附近。2018年，全镇建成面积17平方公里，有2所完全中学、3所初中、9所小学、3所幼儿园。1985年9月，原城东乡卫生院升格为青阳县中医院；2001年8月，城西卫生院并入县中医院。

## 交通

### 公路
- 京台高速青阳收费站
- 318国道
- 330国道（ 合铜黄公路）
- 横埠-池州机场-九华山公路
- 青阳-陵阳公路

铁路
- 池黄高速铁路、 合池城际铁路：九华山站

## 文物保护单位
明朝所建的青阳县城城墙在1957年拆除，原青阳孔庙遗址已改建成青阳老汽车站。现存文物保护单位如下：
- 富阳桥
- 双河桥
- 柏驾桥（现今百花桥，始建于1788年，1989年7月被洪水冲毁，不久改建钢筋混凝土大桥）
- 曹氏宗祠（现为青阳县博物馆）
- 慈悲禅寺
- 罗莎圣母堂
- 让-巴蒂斯特圣母堂